# Bourriot-Bergonce
Bourriot-Bergonce é uma comuna francesa na região administrativa da Nova Aquitânia, no departamento Landes. Estende-se por uma área de 76,25 km². Em 2010 a comuna tinha 312 habitantes (densidade: 4,1 hab./km²).